# 相川文五郎 (7代)
七代目 相川 文五郎（ななだいめ あいかわ ぶんごろう、前名・誠之助、1875年〈明治8年〉11月29日 - 1934年〈昭和9年〉7月18日）は、日本の資産家、神奈川県多額納税者、地主、名望家、実業家、政治家。族籍は神奈川県平民。

## 人物
神奈川県人、六代文五郎の二男。1894年、家督を相続し襲名して前名・誠之助を改めた。神奈川県知事有吉忠一の懇請により神奈川県農工銀行の監査役だったが1925年これを辞し、家業の農業を営み六浦荘村信用組合長に挙げられ、直接国税9927円を納め神奈川県多額納税者であった。また郡会議長を務めた。住所は神奈川県久良岐郡六浦荘村。

## 栄典
- 1927年9月6日 - 紺綬褒章[10]
  - 神奈川県久良岐郡六浦荘尋常高等小学校仮教場買収費金1万円を寄付する[10]。

## 家族・親族
相川家
- 父・六代目文五郎[2]
- 母・サト（1849年 - ?、東京、菊池長四郎の姉[4]、あるいは養叔母[3]）
- 姉
  - ヨネ（山本百太郎の妻）[3]
  - ケイ（分家）[3]
- 妹・リツ（1879年 - ?、東京、大住喜右衛門の妻）[3]
- 妻・セイ（1877年 - ?、神奈川、内田正治の二女）[3][4]
- 長女・フミ（1896年 - 1985年、子爵・岩城隆徳の妻）[3][4]
- 長男・謙一郎（1899年 - ?）[2]
- 二女・シヅ（1900年 - ?、東京、浅田甚右衛門の弟の勇吉の妻）[1]
- 二男・實（1901年 - ?）[4]
- 三女・アヤ（1905年 - ?、長野、赤羽雄一の長男の泰雄の妻）[1]
- 四男・八代目文五郎（1906年 - ?、前名・壽之助[4]）
- 五男・隆介[3][11]（1907年 - ?） - 繊維貿易公団会計課長[11]。住所は鎌倉市雪ノ下[11]。
- 六男・行雄[4]（1909年 - ?、麹町学園理事長）
- 四女・ユキ（1912年 - ?）[3]
- 五女・ミヨ（1913年 - ?）[4]
- 六女・マス（1914年 - ?）[3][4]
- 七女・キヨ（1915年 - ?）[3]
- 八男[2]

親戚
- 相川藤兵衛[12][13]（醤油醸造業[12]） - 相川家は江戸時代から室崎屋相川文五郎家の分家として商売をしていた[13]。
- 長女の夫・岩城隆徳（子爵）[3]